# Begonia hatacoa
Espèce
Synonymes
- Begonia hatacoa var. hatacoa[1]
- Begonia rubrovenia Hook.[1]
- Platycentrum rubrovenium (Hook.) Klotzsch[1]

Begonia hatacoa est une espèce de plantes de la famille des Begoniaceae. Ce bégonia est originaire d' Asie. L'espèce fait partie de la section Platycentrum. Elle a été décrite en 1825 par David Don (1799-1841), à la suite des travaux de Francis Buchanan-Hamilton (1762-1829).

## Répartition géographique
Cette espèce est originaire des pays suivants : Bhoutan ; Chine ; Inde ; Népal ; Thaïlande.

## Liste des variétés
Selon Catalogue of Life (6 février 2017), World Checklist of Selected Plant Families (WCSP) (6 février 2017) et Tropicos (6 février 2017) :
- variété Begonia hatacoa var. hatacoa
- variété Begonia hatacoa var. meisneri (Wall. ex C.B.Clarke) Golding (1978)